# Presbiterianismo na Paraíba
O Presbiterianismo é a quarta maior família denominacional protestante histórica na Paraíba (atrás apenas dos batistas, congregacionais e adventistas), correspondendo a 0,33% da população da unidade federativa.

## História
O Presbiterianismo chegou na Paraíba em  1876, quando o John Rockwell Smith, enviado pela junta de missões de
Nashville, foi a Paraíba realizar conferências para divulgar a doutrina protestante.
No dia 21 de dezembro de 1884, foi organizada, pelo missionário, a primeira igreja presbiteriana em João Pessoa, à época a sexta igreja presbiteriana do Nordeste do Brasil.
A partir da evangelização e plantação de mais igrejas, o Presbiterianismo tornou-se a quarta maior família denominacional protestante histórica no Estado.

## Igreja Presbiteriana do Brasil

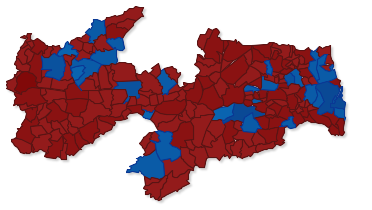
Municipios com igrejas federadas a Igreja Presbiteriana do Brasil na Paraíba

A Igreja Presbiteriana do Brasil é a maior denominação presbiteriana na Paraíba. É constituída no Estado pelo Sínodo Paraíba, que possui 4 presbitérios e aproximadamente 63 igrejas e congregações federadas em todo o Estado.

## Igreja Presbiteriana Independente do Brasil
A Igreja Presbiteriana Independente do Brasil possui uma igreja em João Pessoa.

## Igreja Presbiteriana Fundamentalista do Brasil
A Igreja Presbiteriana Fundamentalista do Brasil possui igrejas em Bayeux, Campina Grande, Tavares, Iguaracy. A mais recente igreja foi fundada em João Pessoa, em 2004.

## Outras denominações presbiterianas
A  Igreja Presbiteriana Conservadora do Brasil e Igreja Presbiteriana Unida do Brasil não possuem igrejas no estado.